# No Quarto de Som...
No Quarto de Som... é o primeiro trabalho do músico, compositor e produtor brasileiro Tony Babalu no formato EP, com lançamento pelo selo Amellis Records e distribuição digital da Tratore.

## Concepção
A obra traz cinco temas instrumentais compostos por Tony Babalu, responsável também pelas guitarras, violões e programação dos demais instrumentos. Mixagem e masterização ficaram por conta de Marcelo Carezzato e Beto Carezzato, do icônico Carbonos Studio, em São Paulo.
Com 15 minutos de duração, o EP percorre diversas histórias, da leveza ensolarada de Recomeço à profundidade de Lara (dedicada a todos que viveram a dor de perder um bichinho de estimação), passando pelo balanço de Tropical Mood, pelo groove introspectivo de Reflexo e pela singela Francisca, em memória à saudosa mãe de Tony Babalu.

## Ficha técnica
- Tony Babalu: composição, violões e programação de instrumentos (baixo, teclados, bateria e percussão) [7]
- Marcelo Carezzato e Beto Carezzato (Carbonos Studio): mixagem e masterização[8]
- Karen Holtz: fotografia
- Marina Abramowicz: projeto gráfico [9]